# Az ellenállás melankóliája
Az ellenállás melankóliája (1989) Krasznahorkai László regénye, amiből Tarr Béla és Hranitzky Ágnes Werckmeister harmóniák (2000) címmel készített filmet, Eötvös Péter pedig Valuska címmel operát (2023).

## Történet
Egy alföldi kisvárosba, ahol a közbiztonság folyamatosan romlik, vándorcirkusz érkezik. Két fő attrakciója az óriásbálna és a kis termetű herceg. Az emberek csodájára járnak a bálnának, de félnek is tőle. Idegenek is jönnek, akik csak a herceget akarják hallgatni. A herceg szónoklataival felizgatja az összeverődött tömeget, amely féktelen pusztításba kezd, és a gyengék és elesettek ellen fordul. A város elöljárói tehetetlenek ebben a helyzetben, a hadsereg segítségét kérik. Szimbolikus és tényleges hatalomátvétel történik, amelyben a régi rend összeomlik és egy új, diktatórikus berendezkedés bontakozik ki. A mű sötét képet fest emberi jelenünkről/ jövőnkről, amiben már nincs helye semmiféle idealizmusnak, és ahol a gyilkosok és áldozatok közötti éles határ gyakran elmosódik.

## Szerkezet
Háromosztatú regény, amely formálisan is követi a klasszikus hármas felépítést. Első része, a Rendkívüli állapotok az események bevezetését szolgálja. A második rész a tárgyalás, amely a Werckmeister-harmóniák címet viseli. Ez mind közül a leghosszabb, egyben legjelentőségteljesebb része a műnek. Ebben zajlanak a fontos történések, minden olyan fordulat, aminek már később csak következményei vannak. A Sermo super sepulchrum, a harmadik fejezet így csupán levezetése a történetnek, betetőzi a történéseket.

## Megjelenések
- 1989 Az ellenállás melankóliája (regény, Magvető Könyvkiadó) (változatlan kiadások: Széphalom Könyvműhely: 1999, 2001, Magvető Könyvkiadó: 2005, 2011, 2014)
- 1989 Az ellenállás melankóliája (szerzői felolvasás a Magyar Televízióban a regényből, rendező: Fehér György)